# Alguien que me quiera
Alguien que me quiera è una telenovela argentina diretta da Martín Saban e Sebastián Pivotto nel 2010 e prodotta da Pol-ka Producciones.
È stata trasmessa dal 1º febbraio 2010 al 15 novembre dello stesso anno su Canal 13. È stata creata da Adrián Suar. Ha come protagonisti Andrea del Boca e Osvaldo Laport insieme ai protagonisti giovanili Luisana Lopilato e Marco Antonio Caponi; con la partecipazione degli antagonisti Viviana Saccone, Nacho Gadano e Calu Rivero.

## Produzione
In un primo momento, l'uscita dello sceneggiato era stata confermata dopo quella della serie Por amor a vos, sempre di Pol-ka Producciones e con protagonisti Natalia Oreiro e Luciano Castro. Nel gennaio del 2009, la Oreiro si ammalò di bronchiolite e il completamento della fiction fu posticipato al marzo dello stesso anno; nell'intanto il protagonista maschile fu convocato per la produzione di Valientes e quindi fu costretto a lasciare la serie. La Oreiro, costretta ad abbandonare la serie, viene sostituita da Julieta Díaz temporaneamente. Grazie a questi cambiamenti fu cambiata totalmente la trama e il cast.
Alcuni interpreti confermati consistevano in: Eugenia Tobal, Cristina Alberó, Mercedes Funes, Jimena Barón, Divina Gloria, Valeria Lynch, Germán Kraus, Ana María Picchio, Patricia Palmer e María Leal.
Le prime registrazione avvengono nel dicembre del 2009, la serie ha come protagonisti Osvaldo Laport e Andrea del Boca in vari barrios di Buenos Aires.
Per diversi motivi, gli attori Miguel Ángel Rodríguez, Susú Pecoraro, Alejandro Awada, Gerardo Romano, Luis Sabatini, Juan Palomino, Gonzalo Urtizberea, Vivian El Jaber, Nacho Gadano e María Leal abbandonarono la serie.
Il primo episodio ha raggiunto una media di 25.6 punti di rating, battendo il concorrente: Botineras. A causa del basso rating, fu rimpiazzata dalla telenovela Malparida e spostata d'orario. L'ultimo episodio trasmesso da Canal 13, ha raggiunto 11.5 punti con picchi di 13.5.

## Trama
Rocio Mosconi e Rodolfo, non si conoscono. I due si conosceranno al Mercato Comunitario del Sud, dove vivranno la loro storia d'amore. Lei è scappata da suo marito Gaston, stufa del trattamento che ha ricevuto dal matrimonio. Rocio si è nascosta nella casa della cugina Rita, padrona di un panificio. Rodolfo invece, è in carcere da due anni per un delitto. Un giorno, riceve la notizia che il giudice
ha dettato la sua libertà condizionata ed esce dalla prigione.
Armando, cognato di Rodolfo, è innamorato di Paloma, padrona del magazzino del mercato. Armando però non ha mai rivelato l'amore e confessava questo sentimento scrivengogli lettere, mai consegnate. Paloma è vedova ma ha un figlio di nome Teo; entrambi lottano contro la tristezza, grazie anche all'aiuto di Malvina. Rodolfo ha due figlie, Bianca e Lola, che vivono nella casa del padre.

## Premi e riconoscimenti
- 2011 - Premio Martín Fierro 2010
  - Nomination - Miglior soggetto musicale originale a Hilda Lizarazu e Palito Ortega.[10][11]
  - Nomination - Rivelazione a Calu Rivero.[10][11]
- 2011 - Kids' Choice Awards Argentina 2011
  - Preselezione - Miglior attrice a Luisana Lopilato.[12]
  - Preselezione - Antagonista preferito a Calu Rivero.[12]
  - Preselezione - Rivelazione a Calu Rivero.[12]

## Distribuzioni internazionali
| Paese     | Canale/i |
| --------- | -------- |
| Argentina | Canal 13 |
| Uruguay   | Teledoce |